# Ptyctodontida
Los ptictodóntidos (Ptyctodontida) son orden extinto de peces placodermos que vivieron en el Devónico, posee una única familia siendo Ptyctodontidae. Se caracterizan por tener dientes plegados además de poseer robustas placas dentales aplastantes y un escudo cefálico reducido con ojos muy grandes. Tenían colas largas en forma de látigo y fueron los primeros placodermos en los que se identificó dimorfismo sexual. Incluso un fósil de Materpiscis fue el primer caso de un embrión preservado con un cordón umbilical mineralizado, proporcionando así evidencia de fertilización interna y nacimiento vivo en placodermos. 
Presentan una morfología similar al de los actuales holocéfalos debido a una convergencia en algunos aspectos pero no están emparentados con ellos, además se consideran como una rama temprana con especialización divergente sin vínculos estrechos con otros órdenes de placodermos. Además que hay géneros como Rhamphodopsis que se consideran como los taxones más basales de este orden. Sus fósiles se distribuyen en Oceanía, América y Europa, siendo que algunos embriones fósiles presentan la morfología ósea junto con patrones de osificación.